# Pam Ferris
Pamela E. Ferris (Hannover, 11 mei 1948) is een Britse actrice. Ze werd geboren in Duitsland en is opgegroeid in Wales en Nieuw-Zeeland. Ferris' familie emigreerde naar Nieuw-Zeeland toen ze dertien jaar oud was. Ze keerde terug naar Engeland op 22-jarige leeftijd. In 1986 trouwde ze met de acteur Roger Frost.
Ferris is in Engeland het meest bekend voor haar rol als Ma Larkin in de comedy serie The Darling Buds of May (1991-93). Ze heeft in vele televisieseries en films gespeeld, waaronder Hardwicke House, Oranges Are Not the Only Fruit, Paradise Heights, Where The Heart Is en Rosemary & Thyme. Haar rollen in kostuumdrama's zijn onder andere in televisiebewerkingen van Middlemarch, The Tenant of Wildfell Hall, Our Mutual Friend en The Turn of the Screw.
Ferris' filmrollen omvatten Agatha Trunchbull in Matilda, Tommy Cotter in Death to Smoochy en Tante Margot in Harry Potter and the Prisoner of Azkaban. In het theater speelde ze rollen bij het Royal Court Theatre en het Royal National Theatre.